# Ana Huang
Ana Huang (Flórida, 7 de março de 1991) é uma escritora norte-americana contemporânea conhecida pelas suas obras de ficção e romance. Mais conhecida pela sua twisted saga editados pelo clube do autor. Os seus livros foram editados e traduzidos em mais de vinte países. Foi ainda referida em renomadas plataformas tais como NPR, Cosmopolitan, Financial Times e Glamour UK.

A autora foi premiada como escritora de best-seller do The New York Times, do USA Today, internacionalmente e também denominada #1 best-seller da Amazon .
Numa entrevista, Ana referiu que:

"O processo de escrita nunca é fácil, mas estou a aprender a trabalhar com ele, em vez de contra ele."

## Biografia
Ana Huang, nasceu a 07 de março de 1991 (32 anos) na Florida, nos Estados Unidos. Como filha de imigrantes sino-americanos, ela teve que frequentar aulas de ESOL (Inglês para Falantes de Outras Línguas) no jardim de infância. Determinada a melhorar o seu inglês, começou a ler tudo o que encontrava, iniciando assim um caso de amor pela literatura.

Aos dezasseis anos, ela começou a escrever All I’ve Never Wanted, uma comédia romântica para jovens adultos inspirada no drama asiático Meteor Garden. Três anos depois, ela descobriu o Wattpad, uma plataforma social de leitura onde postou All I’ve Never Wanted sob o nome de usuário ACRL37. Até agora, a história atraiu mais de 17 milhões de visualizações e ajudou-a a ganhar mais de 35.000 seguidores no Wattpad.
"Os livros sempre foram o meu porto seguro. Leio quando quero fugir para outro mundo e escrevo quando quero criar o meu próprio mundo." diz Ana Huang

## Obras
Encontram-se abaixo todas as obras publicadas, exceto as autopublicadas 
| Saga           | Nome                           | Data de lançamento     | Título em Português            | Editora portuguesa | classificação média | número de avaliações |
| -------------- | ------------------------------ | ---------------------- | ------------------------------ | ------------------ | ------------------- | -------------------- |
| If Love #1     | If We Never Meet Again         | 9 de junho de 2020     |                                |                    | 3,59/5              | 11.561               |
| If Love #2     | If The Sun Never Sets          | 22 de julho de 2020    |                                |                    | 3,77/5              | 8.960                |
| If Love #3     | If Love Had A Price            | 30 de setembro de 2020 |                                |                    | 3,86/5              | 4.828                |
| If Love #4     | If We Were Perfect             | 10 de dezembro de 2020 |                                |                    | 3,94/5              | 4.327                |
| Twisted #1     | Twisted Love                   | 22 de abril de 2021    | Twisted Love                   | clube do autor     | 3,73/5              | 443.445              |
| Twisted #1     | Twisted Love (special edition) | 22 de novembro de 2023 | Twisted Love (edição especial) | clube do autor     |                     |                      |
| Twisted #2     | Twisted Games                  | 29 de julho de 2021    | Twisted Games                  | clube do autor     | 4,12/5              | 434.495              |
| Twisted #3     | Twisted Hate                   | 27 de janeiro de 2022  | Twisted Hate                   | clube do autor     | 4,03/5              | 314.896              |
| Twisted #4     | Twisted Lies                   | 25 de agosto de 2023   | Twisted Lies                   | clube do autor     | 4,24/5              | 267.555              |
| King Of Sin #1 | King Of Wrath                  | 18 de outubro de 2022  | Rei da Ira                     | clube do autor     | 4,07/5              | 212.385              |
| King Of Sin #2 | King Of Pride                  | 27 de abril de 2023    | Rei do Orgulho                 | clube do autor     | 3,98/5              | 102.507              |
| King Of Sin #3 | King Of Greed                  | 24 de outubro de 2023  | Rei da Ganância                | clube do autor     | 3,84/5              | 8,699                |
| King Of Sin #4 | King Of Sloth                  | 30 de abril de 2024    |                                |                    |                     |                      |

## Popularidade
As obras de Ana Huang angariaram uma base de fãs leais, especialmente entre leitores jovens e amantes de romances contemporâneos. A sua presença nas redes sociais e plataformas de auto publicação também contribuíram para a sua popularidade. Twisted saga, um sucesso no TikTok com mais 300 milhões de visualizações na hashtag #twistedseries. 
A autora já fez varias secções de autógrafos por todo o mundo, inclusive Ana Huang veio a Portugal com o intuito de assinar os livros de vários fãs a 12 de janeiro de 2023. Este evento terá ocorrido na FNAC do centro comercial colombo, em Lisboa. 

## Estilo de Escrita
Ana Huang é conhecida pelo seu estilo de escrita emocional, descritivo e cativante a todos os seus leitores. Ela tem a habilidade de criar narrativas que exploram profundamente as complexidades das emoções humanas. A autora revela, numa entrevista, não ter uma rotina fixa de escrita, variando tanto a sua maneira de pensar e os seus arredores enquanto escreve.
Revela que:

"Às vezes, gosto de escrever em cafés; outras vezes, preciso da paz e do sossego da minha casa. Mas não importa onde estou, preciso de uma bebida quente na mão e música da aplicação Brain.fm, que me ajuda a concentrar. Também tento meditar durante cinco minutos antes de escrever. Não tenho um número mínimo de horas por dia; simplesmente escrevo até estar mentalmente esgotada".
O seu processo de escrita é bastante caótico e muda com cada livro! Começa sempre com o trabalho das personagens antes de passar para o enredo. O romance é fundamentalmente um género sobre o desenvolvimento de personagens, diz a autora, por isso acredita que dominar esse aspeto é importante. Não se baseia simplesmente em acontecimentos da vida real, mas na hipótese do que pode a vir acontecer. Revela que quando fala de um destino de viagem inspira-se nas suas experiencias próprias e não apenas na sua imaginação.
Ana esboça os seus livros previamente, mas nunca se prende totalmente ao esboço. Normalmente, eles desviam-se a meio da história, de todas as vezes. Tem um grande editor de desenvolvimento, com quem trabalha de perto antes e durante o seu processo de redação. Juntos, fazem um brainstorming de ideias, desenvolvem de forma mais elaborada as cenas, entre outros aspetos. Depois de ter um primeiro rascunho, envia ao seus leitores alfa o mesmo, que leem a versão não polida em pedaços de quatro a cinco capítulos. Depois, quando tem um rascunho completo e mais polido, envia-o aos leitores beta, depois ao editor e revisor de textos para os toques finais.
Escreve as suas obras em Scrivener.

## Vida Pessoal
De momento reside em Nova Iorque, onde passa os seus tempos livre em cafés, a explorar a cidade e a ver Netflix. 
O património líquido de Ana Huang é estimado em cerca de US$ 2,5-3 milhões. Ela fez fortuna principalmente através de sua carreira de escritora, com os seus livros a vender milhões de cópias e a serem traduzidos para vários idiomas.